# Ekʼ Balam
Ekʼ Balam (czyt. ek-bælæm) to stanowisko archeologiczne Yucatec-May w gminie Temozón na Jukatanie w Meksyku. Leży na nizinach 25 km (16 mil) na północ od Valladolid i 56 km (35 mil) na północny wschód od Chichén Itzá. Od okresu preklasycznego do okresu postklasycznego było siedzibą królestwa Majów. Badania wskazują, że było ono zamieszkane już w okresie preklasycznym (średnim), a dokładniej datuje się to na lata: 600 - 450 r. p.n.e. Największy rozkwit Ekʼ Balam przypada najprawdopodobniej na okres klasyczny, tj. na lata 600 - 900 n.e. Według danych szacunkowych, miasto to było zamieszkane w swoim szczytowym okresie nawet do 15 tysięcy Majów oraz zajmowało przestrzeń około 12 kilometrów kwadratowych. Tylko część miasta była otoczona murami, bo zaledwie około 1,25 km².

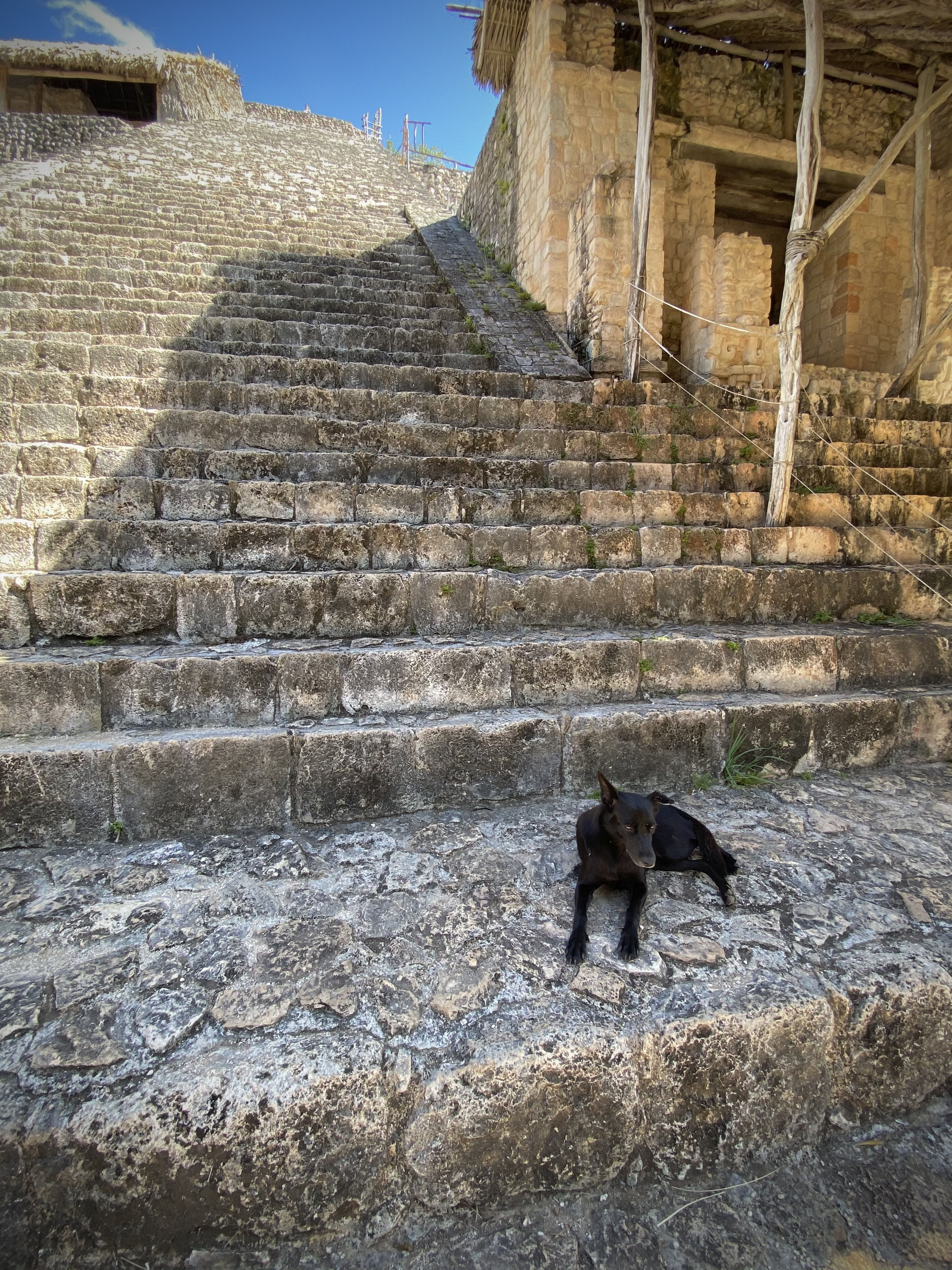
Schody na "akropol" - najwyższą z piramid na terenie Ekʼ Balam

## Badania archeologiczne
Po upadku, miasto zostało zapomniane i ponownego jego odkrycia pod koniec XIX wieku dokonał francuski archeolog i podróżnik Claude-Joseph Désiré Charnay. Dalsze prace badawcze i zabezpieczenie strefy archeologicznej nastąpiło dopiero pod koniec lat ‘80 XX wieku, pod wodzą amerykańskich naukowców: Billa Ringle oraz George'a Bey III. Sporządzili oni mapę tego miejsca, a później swoje badania kontynuowali jeszcze w latach 90. Dziś strefa archeologiczna Ekʼ Balam jest w znacznej części odsłonięta i udostępniona do zwiedzania turystom.

## Zabytki
Na terenie stanowiska archeologicznego znajduje się wiele rozmaitych obiektów zabytkowych z czasów świetności miasta, takich jak:
- mury obronne - zbudowane wokół części miejscowości oraz posiadające "przerwy" w murach, przez które przechodziły drogi na 4 strony świata;
- Łuk Wejściowy (Arco de Entrada)
- Pałac Owalny, który zawierał relikwie pochówkowe, a jego ułożenie ma być powiązane z ceremoniami kosmologicznymi[2]
- Struktura 1 lub Akropol - najwyższa piramida na terenie całej strefy archeologicznej (istnieje możliwość wejścia na nią przez turystów)[2]
- boisko do przeprowadzania gry rytualnej[2]
- struktura 17 zwana także Bliźniętami, ze względu na konstrukcję składającą się z dwóch lustrzanych świątyń znajdujących się na szczycie tej konstrukcji
- łaźnia parowa
- kaplica
- rzeźbiona stela przedstawiająca władcę Ekʼ Balam

Wejście na teren strefy archeologicznej Ekʼ Balam jest możliwe dla turystów po opłaceniu biletu wstępu.

## Galeria

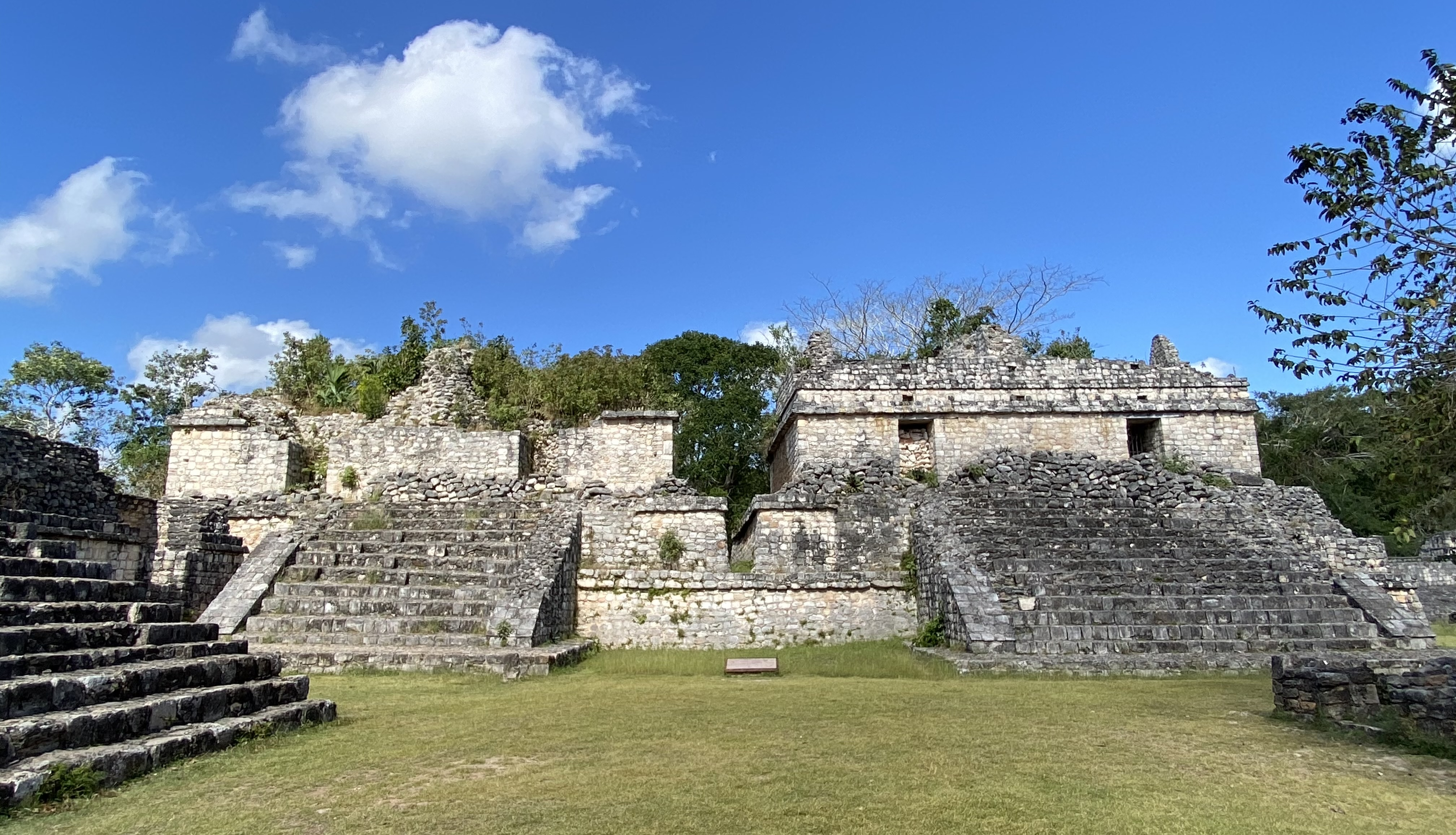
Ekʼ Balam, tzw. struktura 17
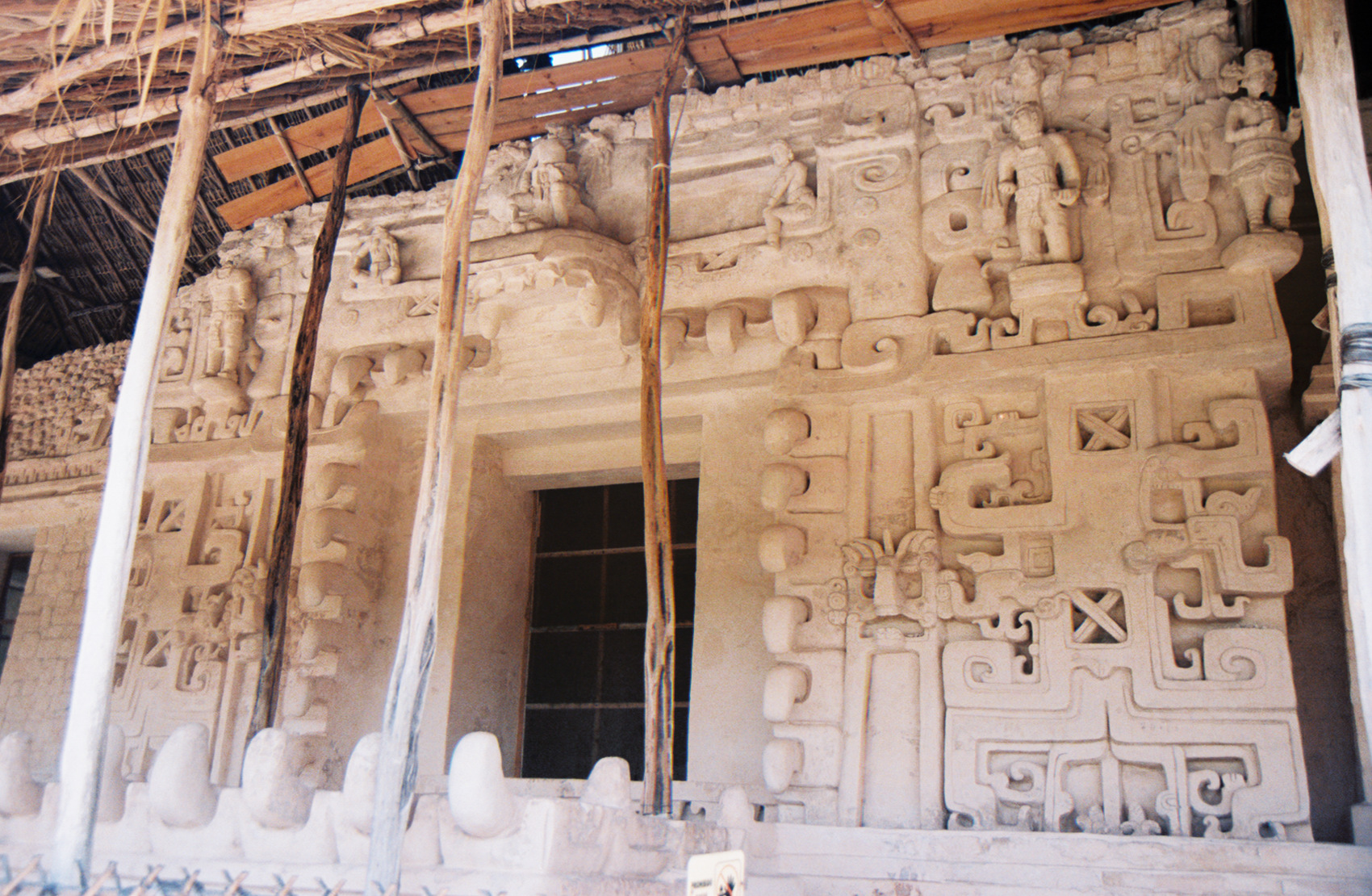
Stiukowa fasada
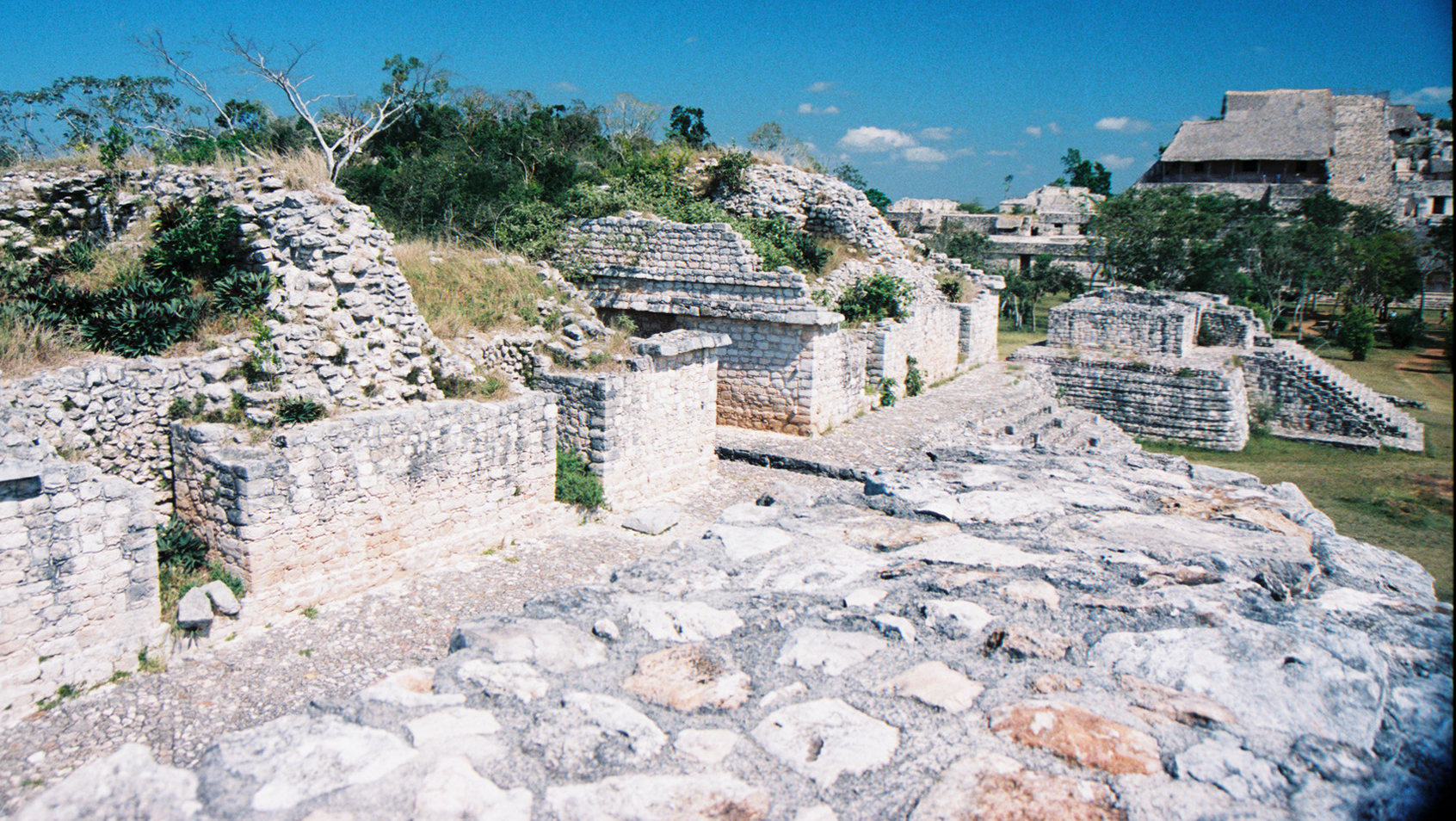
Struktura II i zachodnia strona "Akropolu"
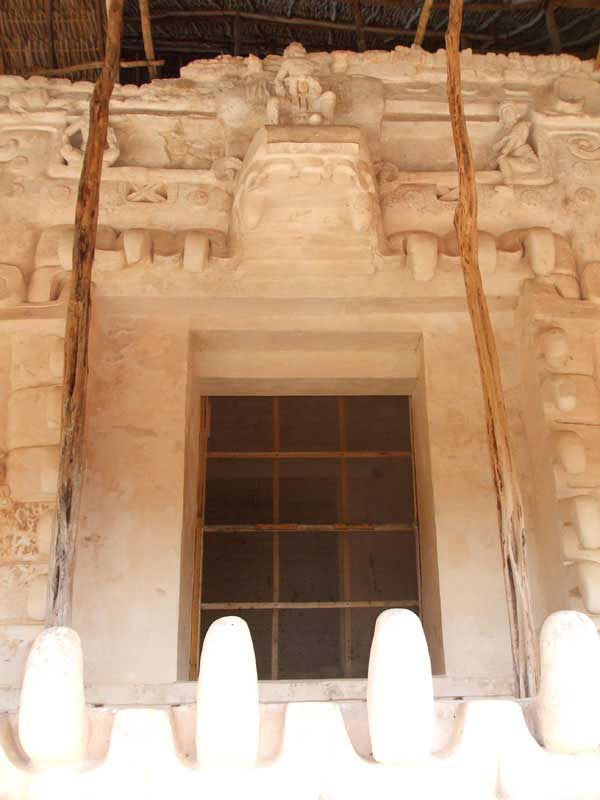
Stiukowe szczęki
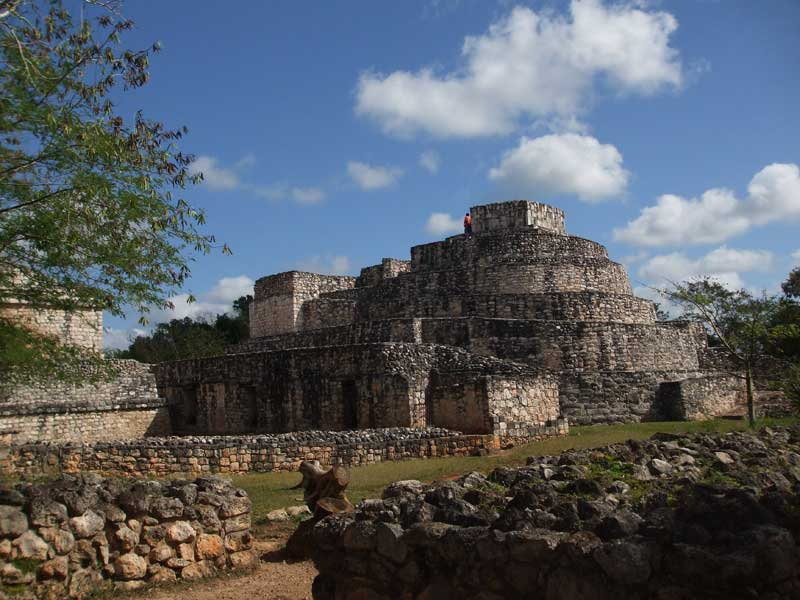
Owalny pałac
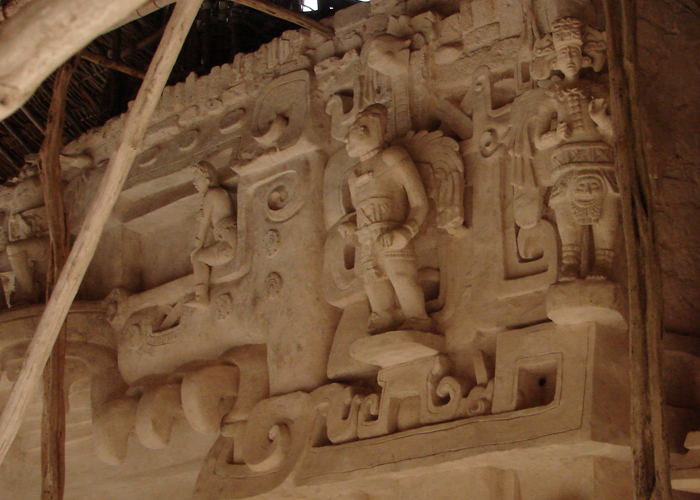
Uskrzydlony wojownik Majów